# Оскар Шлеммер
Оскар Шлеммер (нім. Oskar Schlemmer; 4 вересня 1888, Штутґарт — 13 квітня 1943, Баден-Баден) — німецький художник, скульптор та театральний декоратор. З 1920 по
1929 роки був майстром Баугауз у Веймарі й Дессау та розробив логотип Баугаузу. У своїх роботах Шлеммер передусім зосереджувався на положенні людської фігури в просторі. У свій основний творчий період з 1920 по 1932 роки він створив численні картини зі стереометричними фігурами та групами фігур, що переплітаються між собою, чий геометрично-хореографічний дизайн перегукується з універсальними спробами гармонізації. Його найвідомішою картиною є «Сходи в Баугаузі» 1932 року.

## Життєпис

### 1888—1919
Батьки Шлеммера, мати Ніна Нойгауз та батько Карл Леопольд Шлеммер, який був торговцем й комедійним поетом, померли приблизно 1990 року. Оскар був наймолодшою дитиною з шести братів та сестер. З 1899 року він жив у Гепінгені у Швабії, де спочатку відвідував середню школу. Після смерти батьків він покинув школу в 1903 році з фінансових причин. Того ж року п'ятнадцятирічний юнак переїхав до Штутгарта, де розпочав навчання на художника у провідній майстерні Wölfel & Kiessling. З 1904 року він паралельно відвідував вищу школу, де його навчали рисунку фігур і натюрморту.
Після звершення навчання Оскар записався до Штутґартської школи декоративно-прикладного мистецтва, яку він не регулярно відвідував та залишив після першого семестру. Восени 1906 року його прийняли до Державної академії образотворчого мистецтва у місті Штутґарт. У академії він познайомився з такими митцями як Уіллі Баумайстер, Альф Баурле, Альфред Гайнріх Пеллеґріні та Отто Меєр-Амден. З останнім його пов'язувала дружба на все життя. У 1909 році він вступив до композиторської школи Фрідріха фон Келлера, а відтак і до його майстер-класу. Через два роки Шлеммер переїхав до Берліна, де спочатку намагався продовжувати працювати самостійно. Протягом року, проведеного в Берліні, він ознайомився з формальним аналізом кубізму та французького авангарду. Він також зав'язав перші контакти з так званим «Штурмом» Герварта Вальдена.
У 1913 році Шлеммер повернувся до Штутґарта та став учнем Адольфа Гьольцеля. У цей час він знайомиться з парою танцівників Альбртом Бурґером та Ельзою Гьотцель. Завдяки цьому знайомству він захоплюється театральними декораціями та створює перші ескізи для свого відомого Тріадного балету.
Спроба відкрити Новий художній салон у Неккарторі у квітні 1913 року разом із братом Вільгельмом, який мав слугувати виставковим простором для авангардного мистецтва, зазнала нищівної реакції преси. Приблизно через 15 місяців галерею довелося знову закрити. У 1914 році Шлеммер разом із Уіллі Баумайстером та Германом Штеннером отримав замовлення на створення дванадцяти фресок для головної зали виставки Німецького Веркбунду в Кельні. Саме тоді на Шлеммера вперше звернув увагу Вальтер Ґропіус, який згодом заснував Баугауз. У так званій «Залі експресіоністів», яку Адольф Гьольцель створив від імені «Асоціації друзів мистецтва країн на Рейні» в рамках «Штутґартської художньої виставки 1914 року» з роботами 24 художників, він, як і Баумайстер та Йозеф Еберц, був найсильніше представлений трьома олійними картинами.

Логотип Баугаузу

На початку Першої світової війни Шлеммер пішов добровольцем на службу. Спочатку він був розгорнутий на Західному фронті, а згодом на Східному фронті в Росії. Однак поранення та подальше одужання дозволили йому продовжити займатися живописом. У 1918 році він виставив свої роботи разом з Уіллі Баумайстером у Кунстхаусі Шаллера в Штутґарті. Ще одна спільна виставка відбулася через два роки в галереї «Штурм» у Берліні. Вже у 1919 році Шлеммер об'єднав зусилля з Баумайстером та іншими художниками, щоб заснувати «Групуr Üecht» — об'єднання художників, яке виступало — хоча й безуспішно — за комплексну реформу мистецької освіти та відстоювало призначення Пауля Клее до Штутґарта.

### 1920-1932
У жовтні 1920 року Шлеммер одружується з економісткою Геленою Тутайн (1890-1987), яка відтоді називала себе Тут Шлеммер. У шлюбі з'явилось три дитини, серед яких акторка Карін Шлеммер. Вальтер Ґропіус запросив Оскара до Баугаузу у Веймарі того ж року, коли він одружився. Там він очолив майстерню фрескового живопису, а згодом - майстерню скульптури з дерева та каменю («Formmeister»). У наступному році Шлеммер створює декорації та костюми для одноактової п'єси Франца Бляйя та Оскара Кокошка, музику для п'єси було написано Паулем Гіндемітом. У вересні 1922 року у Штутґарті вперше було виконано Триадний балет Шлеммера, тричастинний танець, танцювальні послідовности якого розвиваються від жартівливого до серйозного. Так звані фігури, тіла костюмів, розроблені Шлеммером, мали на меті створити першу «демонстрацію тривимірних костюмів». Оскар Шлеммер взявся за реалізацію дизайну сцени в будівлі майстерні у Веймарі в 1923 році.
1925 року Баугауз переїзждає у Дессау, де Шлеммер очолює відділ розробки "Баугауз сцени". Він написав фундаментальну статтю «Людина і художній образ», в якій сформулював твердження про універсальну типізацію за допомогою масок і костюмів. Його новаторські баугаузівські танці також були створені в роки перебування в Дессау. Нова постановка Тріадного балету під органну музику Гіндеміта відбулася у багатьох містах Німеччини з 1926 року. Постановки принесли Шлеммеру міжнародну славу. Й невдовзі він отримав запрошення для гастролей у Парижу та Нью-Йорку.
З квітня 1928 року Оскар переймає на себе численні викладацькі обов'язки у Баугаузі. Окрім уроків малювання та теорії сцени, Шлеммер започаткував новий предмет, який отримав назву "Людина" та намагався дослідити графічно-формальний, біологічний та філософський зміст.
Шлеммер залишив Баугауз 11 липня 1929 року і в червні був призначений Оскаром Моллем до Державної академії мистецтв і ремесел у Бреслау, де викладав до її закриття в 1932 році. Він очолив клас сценічного мистецтва і розробляв тему людини і простору. Майже за рік до того він прийняв замовлення на проектування стін фонтанної зали в музеї Фолькванг в Ессені. Над її остаточним завершенням він працював до 1930 року. На початку свого перебування у Бреслау Оскар Шлеммер взявся за сценографію для двох коротких опер Ігоря Стравінського. Музична драма «Щаслива рука» Арнольда Шенберга стала останньою сценографією Шлеммера, над якою він працював. 1932 року Шлеммер створив свою знамениту картину «Сходи Баугаузу».

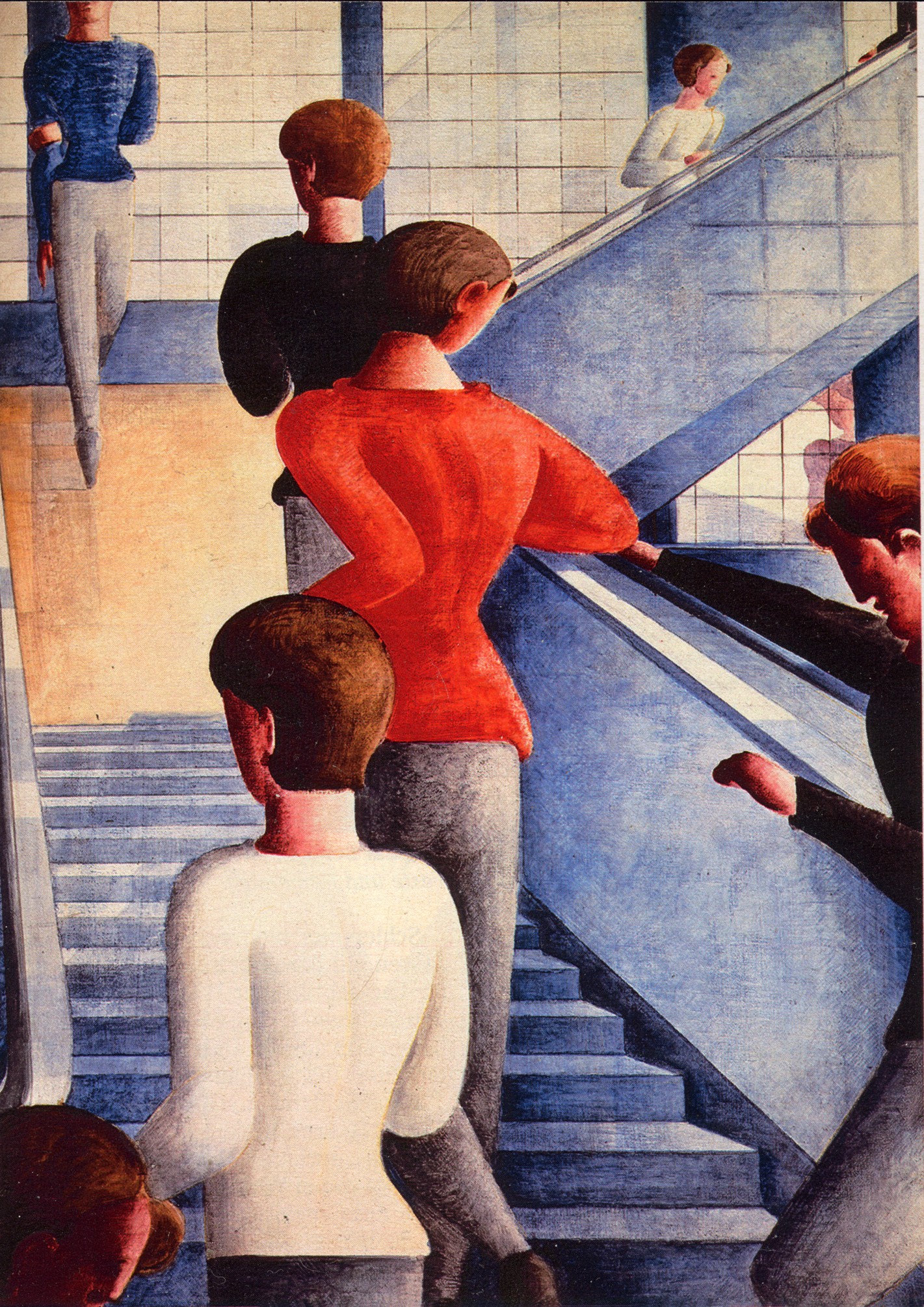
Сходи Баугауз, 1932

Шлеммер був на піку своєї кар'єри. Він був визнаний і отримав нагороди на виставках у Базелі, Кельні та Дармштадті. Він був представлений на XVII Венеційській бієнале, виставляв картини в Мюнхені та Ессені, брав участь у групових виставках сучасного мистецтва в Белграді, Загребі, Нью-Йорку та Брюсселі. На початку 1931 року в берлінській галереї Флехтгайм відбулася його персональна виставка, яка згодом подорожувала до Крефельда та Цюріха.
Політична радикалізація НСДАП дедалі більше призводила до паплюження сучасного мистецтва та художників. Вже у 1930 році за наказом міністра внутрішніх справ і національної освіти Тюрінгії Вільгельма Фріка проект Шлеммера для будівлі майстерні у Веймарі було зафарбовано.
Наприкінці березня 1932 року Академія Бреслау екстреним декретом майже повністю скасувала свою викладацьку діяльність. Через кілька місяців Шлеммер переїхав до Берліна, де йому вдалося отримати посаду викладача в Об'єднаній державній школі вільного та сучасного мистецтва (Vereinigte Staatsschulen für freie und angewandte Kunst). У цей час була створена найвідоміша картина Оскара Шлеммера - «Сходи Баугаузу» (Музей сучасного мистецтва, Нью-Йорк). Альф Байрле, друг Шлеммера з часів його навчання в Штутгарті, разом з ним організував і оформив виступ балету «Тріада» в Парижі.

### 1933-1943

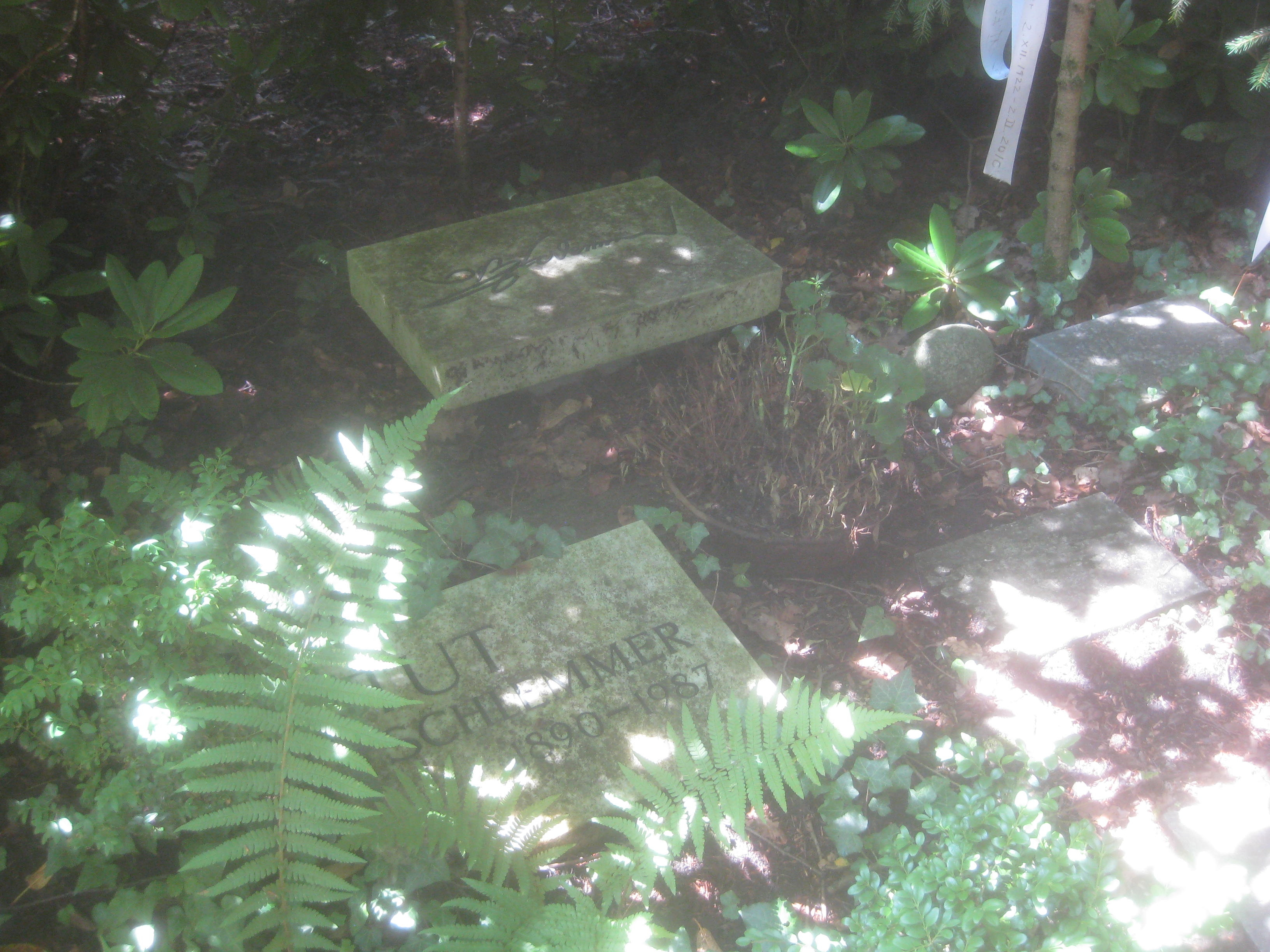
Могила Оскара Шлеммера та його дружини

Захоплення влади Адольфом Гітлером на початку 1933 року ознаменувало останнє десятиліття життя Шлеммера; для нього це був період духовної та екзистенційної темряви. До соціального нещастя додалося ще й особисте: 15 січня 1933 року помер його найкращий друг і духовний напарник Отто.
Шлеммера поступово усунули з публічної мистецької сцени. У березні його перша велика ретроспектива у Вюртемберзькому художньому музеї Штутгарта була закрита націонал-соціалістами ще до її відкриття. Нацистська преса назвала Шлеммера «мистецьким більшовиком». У травні його без попередження звільнили з Берлінської об'єднаної державної школи вільного та сучасного мистецтва. У 1934 році його фрески для музею Фолькванг в Ессені стали жертвою нацистського іконоборства.
Знайомі знайшли Шлеммеру відносно безпечне місце в Бадені поблизу швейцарського кордону. Він оселився з родиною в Деттігофен-Айхберзі, уникнувши таким чином подальших конфліктів у націонал-соціалістичному «мистецькому істеблішменті». Незважаючи на ощадливий спосіб життя, це був щасливий час для сім'ї, а природа стала викликом для художника.
19 липня 1937 року, наступного дня після відкриття Адольфом Гітлером Великої німецької художньої виставки в Будинку мистецтв у Мюнхені, в будівлі галереї в сусідньому Гофгартені демонструвалася виставка"Дегенеративне мистецтво"
, в якій Шлеммер був представлений п'ятьма картинами. Через кілька тижнів одна з його картин з'явилася на берлінській пропагандистській виставці «Більшовизм без маски». Однак 1937 рік був також роком, коли в Лондонській галереї відбулася велика виставка Шлеммера.
30 вересня 1937 року він знову залишив Деттігофен разом із сім'єю і переїхав до Шерінґена, нині району Баденвайлера. Тут, однак, він невдовзі опинився у фінансовій скруті, а отже, в екзистенціальних труднощах. У 1938 році він вирішив погодитися на роботу в Штутгартській малярській фірмі Альбрехта Кеммерера, яку йому запропонували через Баумайстера. Серед незадовільних робіт для художника в цей час були різноманітні розписи на будівлях, а також камуфляжі для військових аеродромів та промислових підприємств.
Восени 1940 року Оскар Шлеммер переїхав до Вупперталя, де мав випробувати художнє використання лакових фарб у вуппертальській робочій групі виробника лаків Курта Гербертса. Підприємець також запропонував роботу низці інших художників, зокрема Карл Ґроссберґ, Ґеорґу Мухе, Ґергарду Марксу та Уіллі Баумейстеру. Офіційно вони значилися як професори техніки живопису. Шлеммер співпрацював з Гербертсом над серією публікацій, які узагальнювали різні результати техніки живопису. Було розроблено план лакової шафи, настінних і стельових панелей, які мали бути об'єднані в цілісний витвір мистецтва. Шлеммер хотів випробувати можливі кольорові ефекти фарби на більших панелях. Проект не був реалізований з міркувань вартости. Натомість Шлеммер розпочав свою останню групу робіт у 1942 році з розписів вікон у Вупперталі - інтер'єрів та вуличних краєвидів аквареллю або олією на картоні.
У той час його життя визначалося замовленнями, і він не міг займатися власною творчістю, що спричинило психічний і фізичний розлад. Після діагностування жовтяниці та гострого діабету, а також коми, він був госпіталізований у Штутґарті та Фрайбурзі-ім-Брайсгау. У наступні місяці його здоров'я ще більше погіршилося. У квітні 1943 року він поїхав до санаторію в Баден-Бадені, де через кілька днів помер від паралічу серця. Похований на Штутгартському лісовому кладовищі в районі Штутгарт-Дегерлох.
Оскар Шлеммер був членом Німецької спілки художників. Його роботи були представлені на виставках Documenta 1 (1955), Documenta II (1959) та Documenta III (1964) у Касселі.

## Творчість

### 1906-1919

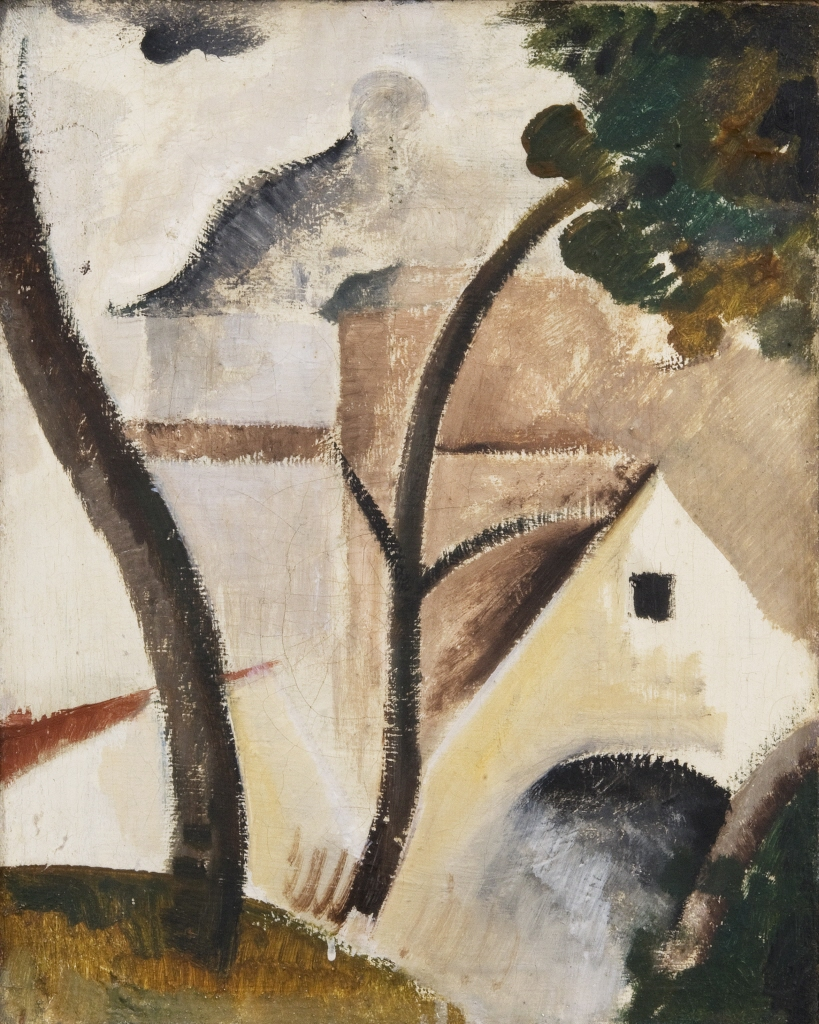
Мисливський будиночок в «Грюнвальді», 1911

Шлеммер вже на ранній стадії своєї творчости виявляв інтерес до ляльок і масок (Stilleben mit drei Kasperpuppen,1906). Фігура в просторі була його великою притчею. Однак роки навчання Шлеммера в Академії все ще характеризуються розмаїттям форм і стилів, які спочатку стояли пліч-о-пліч. Він створює олійні картини в стилі імпасто, наближаючись до швабського пленерного живопису та експресії французького пейнтру (Halbakt im Interieur, 1909), а в Jagdschloss im Grünwald (1911) досліджує ранній кубізм і випробовує взаємозв'язок між просторовими розмірами та розмірами поверхонь.
Починаючи з 1912 року, Шлеммер схиляється до систематичного усунення індивідуальних ознак у фігуративних зображеннях (Weiblicher Kopf in Grau, 1912). На цьому етапі його роботи досягають вищого рівня об'єктивації та деперсоналізації. Фігуративні абстракції вже вказували шлях до універсального шрифтового дизайну, що призвело до повної абстракції в роботі "Geteilte Figur "(1915). Осьове перехрещення горизонтальних і вертикальних ліній сформувало систему відліку для контурної фігури.
Після створення фресок разом із Германом Штеннером та Уіллі Баумайстером для головної зали виставки Німецького Веркбунду в Кельні у 1914 році, де Оскар мав змогу попрактикуватись у живописі, пов'язаному з архітектурою, його формальне спрощення у 1916 році вилилось у картину «Homo», на якій зображено базову фігуру у бічному профілі, що неодноразово з'являлась у творчости Шлеммера у видозміненій формі.

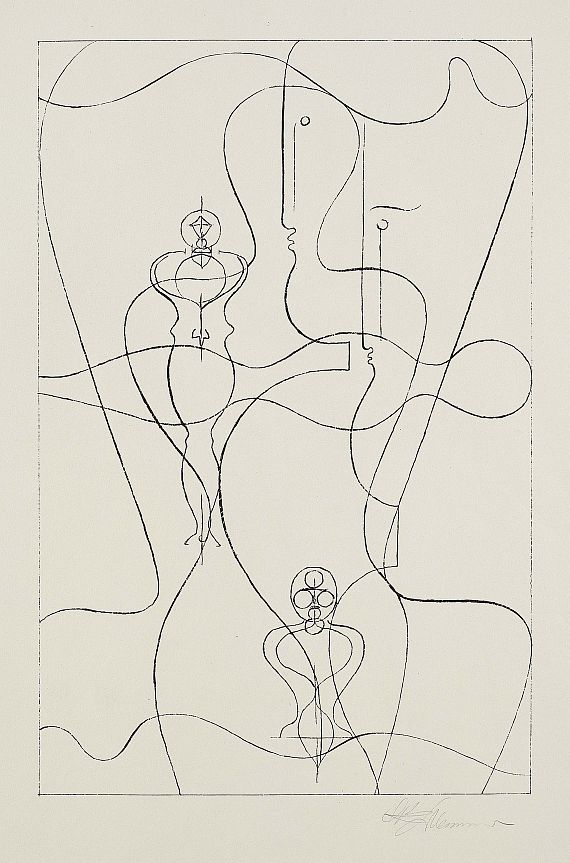
Figurenplan 1919-1920

Спроби Шлеммера створити надіндивідуальну, типізовану фігуру були об'єднані в багатофігурній композиції «Plan mit Figuren » (1919). Тут схематичні контурні фігури вписані в поверхню і поглиблені в модульну форму. Антропоморфні фігури були зведені до штучних фігур. Тепер Шлеммер також пробує свої сили в різних рельєфних скульптурах, які розширюють його формальну мову до просторової перспективи ("Ornamentale Plastik auf geteiltem Rahmen", 1919/1923).

### 1920-1932
Мистецтво Оскара Шлеммера не можна віднести до жодного з панівних стилів того часу. Хоча його живопис пов'язаний з конструктивістськими принципами лінії, тектоніки та економії, він відокремлений від них завдяки своєму наскрізному керівному принципу «людина як міра і центр». «Концепція центру» Шлеммера спрямована на боротьбу за рівновагу та уніфікацію. Як німецький художник, тобто виходець із «країни центру», він відчував особливу прихильність до посередництва між протилежними силами. Цим пояснюється його життєве прагнення до синтезу, гармонії та універсальности, яке знайшло особливе вираження в середній фазі його творчого життя.
Починаючи з 1923 року, він створює картини, які принесли Шлеммеру славу. Ідея Баугаузу, яка полягала в тому, щоб підпорядкувати все, що можна спроектувати, функціональному та естетичному характеру, мала на меті об'єднати архітектуру, живопис і скульптуру і водночас сприяти примиренню технології та мистецтва, а також людини і цивілізації. Суть цієї ідеї тепер знайшла своє втілення у творчости Шлеммера. Він звільнив свої картини від відволікаючих аксесуарів і всієї випадковості. У картині Tischgesellschaft (1923) він не лише звернувся до однієї зі своїх улюблених тем, але й запровадив фігуративний погляд ззаду, мотив, який відтепер дедалі більше домінував у його картинах, таких як Vorübergehender (1924/1925).
У картині Römisches 1925 року, яка містить класичні запозичення, раніше сувора планіметрія трансформувалася в просторову глибину перспективи. Тут фігури, що накладаються одна на одну, вступають у багатогранні взаємовідносини зі своїм просторовим оточенням. Анатомія людської фігури захоплююче взаємодіє з простором. Палітра також змінилася, ставши більш барвистою та контрастною.
Шлеммер знайшов свій символ сучасної людини, надіндивідуальний, об'єктивний і позачасовий тип, який він пов'язав з ідеєю сучасної будівлі. Людина і простір стали взаємопов'язаними, живописні світи Шлеммера подолали суворий поділ на образно-органічну життєвість і просторово-технічну конструкцію.
У своїх фігурах Шлеммер відмовився від фізіономічних чи фізичних рис, які б надавали персонажам індивідуального характеру та ідентичности. Його створіння - це стереометричні шарнірні ляльки, однорідні та взаємозамінні. Однак вони не є вираженням міської чи цивілізованої анонімности, як це було у випадку з Ґеорґом Ґроссом чи Джорджо де Кіріко. Натомість художник описував свій образ людини як технічно функціональний. Водночас він віддзеркалив культ тіла 1920-х років, який виражався у поверненні до природної краси людини. Не лише нове усвідомлення тіла, але й поворот до нового ставлення до життя, в якому організм і дух працюють в єдности, було метою, до якої прагнули тогочасні реформатори освіти і яка не залишила Шлеммера осторонь. Фігури Шлеммера, таким чином, стали антиподами чистої тварности.
Він відкрив для себе людську форму, яка не мала бути ані індивідуальністю, ані засобом самовираження, як ідеал абсолюту, затиснутий у тектонічно структурованому просторі. «Я хочу створювати людські типи, а не портрети, і я хочу сутність простору, а не інтер'єри" Планіметричні та стереометричні референції також поєднуються у Vierzehnergruppe in imaginärer Architektur (1930), щоб сформувати живописну фігурну послідовність. Тут людські тіла утворюють гімнастичну формацію, яка накладається на архітектуру простору.
Між 1928 та 1930 роками Шлеммер розписував фонтанну залу музею Фолькванг в Ессені, де його темою також був Gesamtkunstwerk(єднання мистецтв), в якому зустрічаються закони простору та масштаби людини. Для Будинку Рабе в Цвенкау, спроектованого Адольфом Радінгом, Шлеммер задумав у 1931 році п'ятиметрову металеву композицію з чотирьох частин, що складається з елементів Homo (літера Т), рельєфної фігури, осьового хреста та голови в профіль, яка досі зберігається у своєму первісному стані. Шлеммер також створив три силуетні фрески на сходовій клітці будинку родини Рабе.
Починаючи з 1931 року, Шлеммер створив групу картин, присвячених мотивам сходів та перил (Gruppe am Geländer, 1931). Фігури тепер розташовані в шаховому порядку одна за одною та над одною і координуються в площині, схожій на сітку. Осьові або діагональні стійки перил контролюють ритм і структуру цих картин. Сувора тектоніка поверхні зблизила Шлеммера з Пітом Мондріаном, якого Шлеммер називав «фактично богом Баугаузу».
Вподобання Шлеммера до мотивів перил мало не лише мистецький аспект, але й психологічне підґрунтя. У більш глибокому сенсі, перила символізують своєрідну опору, міцний захист від неконтрольованих сил ірраціонального. Тут міра і єдність слугують цілям дисципліни. Мотив огорожі свідчить про міцний порядок і протиставляється відчуттю хаосу та розпаду, яке панувало в той час у зв'язку з кризовою політичною ситуацією на початку 1930-х років. «Нам потрібні число, міра і закон, як броня і зброя, щоб не бути поглинутими хаосом», - вимагав сам Шлеммер.
Шлеммер також по-іншому підкреслив мотив перил у «Баухаустреппе» (1932): Три баштоподібні, розташовані в шаховому порядку, спрямовані вгору фігури в легкій архітектурі стали емблемою молодіжного культового руху 20-го століття, символом юности, що прагне до світлого майбутнього. Сходи Баугаузу формулюють звільнення самої людини, є моделлю і вираженням безперервної сучасности. Вони описують взаємодію між людиною і простором, між людством і цивілізацією та виражають бачення культури майбутнього.

### 1933-1943
Зображення фігур Шлеммера зазнало трансформації. У серії перемальовок його палітра стала глибоко тонованою та похмурою (Dunkle Gruppe, 1936). Загрозлива атмосфера, яка тепер виходила з його картин, відображала його психічний стан. Живопис Шлеммера тепер свідчив про зречення та інтроспекцію. Його мистецький зеніт було пройдено.
У 1937 році одна з його картин висіла на націонал-соціалістичній виставці дифамації «Більшовизм без маски», а п'ять його картин - на виставці «Дегенеративне мистецтво».
Він також створив різні акварелі, а з 1940 року - серію видів міста Вупперталь, а також тестові панелі для проекту «Модуляція та патина».
Влітку 1942 року Шлеммер розпочав свою останню групу робіт, «Віконні картини Вупперталя», що представляють собою різноманітні види вікон на картоні або олійному папері. Зменшена барвистість, по-різному нанесена пензлем, кольоровим олівцем або олією, показує різноманітні побутові та інтер'єрні сцени, здебільшого обрамлені прямокутними віконними рамами. Картини, в яких резонують почуття туги та меланхолії, вже не можна порівняти з експресивними зображеннями 1920-1930-х років і вони залишаються останнім свідченням багатошарової біографії художника.

### Das Lackballett
З нагоди 75-річчя вуппертальської лакофарбової компанії Курта Гербертса 6 грудня 1941 року Шлеммер створив свій так званий «балет фарб», який мав бути представлений у театрі Бармена після виступу власного хорового товариства компанії, хроніки та виступу театрального балету. Зрештою, танцюристи з власної гімнастичної групи трупи виступили в залі «Конкордія» у Вупперталі в образних костюмах, виготовлених з «кольорового лакованого картону, кульок, паличок тощо». Після виступу Шлеммер написав своїй дружині:
|                                                                     | Вечірка галаслива. Маленький танець «Reigen in Lack» тривав трохи більше трьох хвилин під повільну сарабанду Генделя. Шість дам, кожна у своєму костюмі, зробленому зі скляних кульок, бірдекелів, картонних форм і т.д., виконували його то добре, то погано. Вони робили це добре і погано. Більше було б неможливо. Доктору Гербертсу дуже сподобався хоровод; він хотів, щоб костюми збереглися, щоб їх можна було час від часу показувати знову. У газеті також згадувалося: «неповторного шарму». Освічені люди були дуже вражені, прості люди запитували: «Що це означає?». Але така вже доля речей. |
| — Оскар Шлеммер, Лист до Тут Шлеммер, 9 грудня 1941 року, Вуперталь | |

Брат Шлеммера Карл Шлеммер брав участь у створенні фігурок. Костюми одягали на чорні трико і представляли перед чорною завісою, щоб у світлі прожекторів можна було побачити лише костюми.
Костюми та інші записи останньої сценічної роботи Шлеммера сьогодні вже не збереглися - окрім двох опублікованих листів, кількох кольорових акварелей та фотографій, проте Дюссельдорфський театр der Klaenge створив мультимедійну реконструкцію у 2019 році до 100-річчя Баугаузу, яка є першим відновленням вистави після прем'єри.

## Спадщина

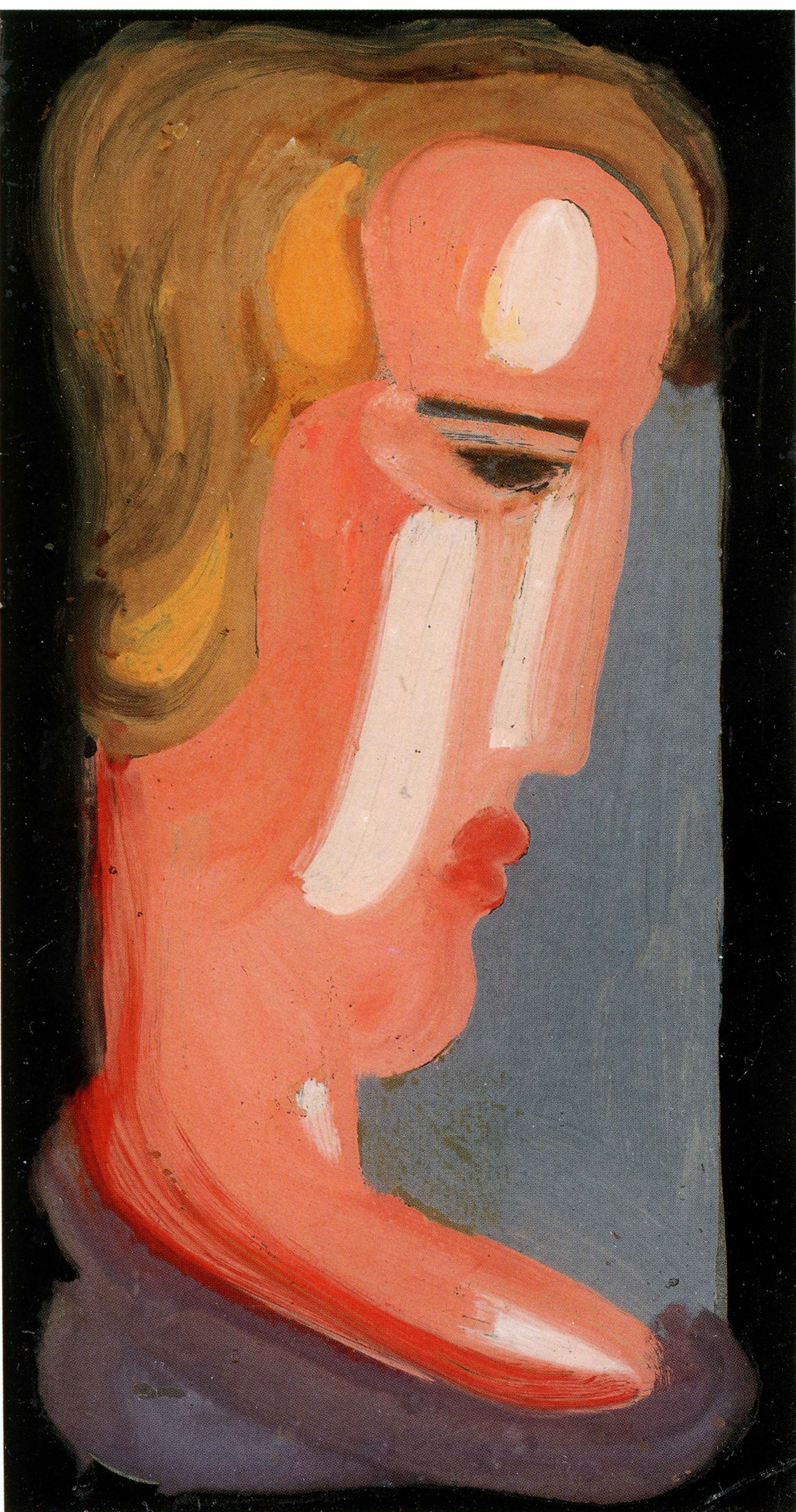
Оскар Шлеммер «Схилена голова», 1941 рік

Після смерти дружини Шлеммера у 1987 році точилася суперечка за спадщину Оскара Шлеммера, зокрема між його онукою Джанін, дочкою Карін Шлеммер, та її двоюрідним братом Раманом, сином Уте Джаїни Шлеммер і художника Парана Г'шрея. У 2008 році багато позик від спільноти спадкоємців, представлених дочкою Шлеммер Уте Джаїною та її сином Раманом, були повернуті музеям Через два роки Уте Джаїна померла, через що суперечка про спадщину перейшла до онуків. У 2023 році Штутгартський регіональний суд постановив, що Раман Шлеммер повинен передати тисячу робіт на аукціон. На це рішення було подано апеляцію.
Позови про порушення авторських прав подавалися з метою перешкодити виставці та друку робіт Шлеммера: наприклад, каталог Штутгартського художнього музею містить білі сторінки замість робіт Шлеммера. Виставка настінного розпису «Сім'я» також опинилася під загрозою судового позову, оскільки навіть зняття стіни нібито порушило б авторські права. Через суперечки про спадщину тексти Шлеммера довелося вилучити з публікації Штутгартської державної академії мистецтв, присвяченої 70-річчю з дня смерти Адольфа Гьольцеля у 2004 році.
Спроектований ним будинок у Шерінгені поблизу Баденвайлера також став предметом спадкових суперечок; примусовий продаж кілька разів скасовувався, а спроби зберегти його для публічного доступу або взяти під охорону поки що не увінчалися успіхом.
1 січня 2014 року, через 70 років після смерти Шлеммера, закінчився термін дії авторських прав художника та його спадкоємців. Під назвою «Оскар Шлеммер — візії нового світу» 21 листопада 2014 року Державна галерея Штутгарта відкрила всеосяжну ретроспективу його робіт, подібної до якої в Німеччині не показували вже близько 40 років. В рамках програми підтримки «Тріадичний балет» був виконаний Баварським державним балетом у залі камерної музики сусіднього Штутгартського університету музики та виконавських мистецтв. Дюссельдорфський театр звуків також ставить нову постановку під назвою TRIAS - Тріадичний балет з 2014 року.
З 13 жовтня 2016 року по 16 січня 2017 року Центр Помпіду-Метц представив виставку «Художник, що танцює» («Tänzermensch») спільно з К. Раманом Шлеммером, онуком Оскара Шлеммера.

## Премія імені Оскара Шлеммера
На честь художника названо Велику державну премію з образотворчого мистецтва землі Баден-Вюртемберг у розмірі 25 000 євро.
Лауреати:
- 2014 присуджується вперше: Катаріна Ґроссе[41]
- 2016 : Ельґер Ессер[42]

## Музеї та виставки
- Архів Баугауз у Берліні[de]
- Будівля Баугауз у Дессау[de]
- Витончено-мистецькі музеї Сан-Франциско
- Мистецький форум Східнонімецька галерея[de]
- Художній музей міста Базель
- Музей сучасного мистецтва Нью-Йорк
- Державна галерея мистецтв Штутґарта

Виставки:
- 1929, Kunstverein Kassel: Große Kunstausstellung
- 1953/1954, Kestner-Gesellschaft Hannover: Oskar Schlemmer
- 2009/10, Museum of Modern Art (MoMA), New York: bauhaus – Workshops for Modernity[43]
- ZKM Karlsruhe: just what is it … 100 Jahre Kunst der Moderne aus privaten Sammlungen in Baden-Württemberg. 10 Jahre Museum für Neue Kunst im ZKM.
- Staatliche Kunsthalle Karlsruhe: Von Rodin bis Giacometti. Plastik der Moderne
- Березень/червень 2010, Staatsgalerie Stuttgart: Brücke, Bauhaus, Blauer Reiter. Schätze der Sammlung Max Fischer
- Листопад 2014/квітень 2015, ebda.: Oskar Schlemmer – Visionen einer neuen Welt
- Жовтень 2016/січень 2017, Centre Pompidou-Metz: Oskar Schlemmer: l’homme qui danse
- Квітень 2019/липень 2019 Herzogliches Museum Gotha: Oskar Schlemmer – das bauhaus und der weg in die moderne
- Листопад 2019/лютий 2020, Von der Heydt-Museum Wuppertal: Oskar Schlemmer

## Вшанування пам'яти
Вулиця Оскара Шлеммера є у містах:
- Мюнхен
- Штутґарт
- Гамбурґ
- Nordvorstadt (Weimar)
- Großglattbach
- Плохінген
- Остфільдерн

Площа Оскара Шлеммера:
- Баден-Баден

Пам'ятні дошки:
- Штутґарт, Бад-Каннсштадт,König-Karl-Straße 17, колишня майстерня Шлеммера.[44]

Шлеммер отримав особливу увагу під час Днів літератури в Баденвайлері восени 2023 року: на початку вересня тут відбувся симпозіум із 70 гостями з ілюстрованою лекцією Ельке Альґайєр (кураторка архіву Оскара Шлеммера в Державній галереї Штутгарта) та подальшою дискусією між нею та Рюдіґером Сафранскі (літературознавцем, філософом і письменником).
Восени 2023 року майстерню та житловий будинок Оскара Шлеммера в районі (Ліпбург-)Церінґен і частину його саду було взято під охорону; заплановано встановлення меморіальної дошки.

## Фільми
- Oskar Schlemmer – Menschenbilder. Dokumentarfilm, Німеччина, 2015, 51 Min., Buch und Regie: Nicola Graef, Produktion: Lona media, SWR, arte, Erstsendung: 11. Januar 2015 bei arte, Inhaltsangabe von ARD. Film-Reportage anlässlich der Stuttgarter Ausstellung Oskar Schlemmer – Visionen einer neuen Welt.
- Oskar Schlemmer – Mensch. Macher. Visionär. Dokumentarfilm, 2019, 35 Min., Buch und Regie: Juliane Tutein, Виробництво: Filmakademie Baden-Württemberg GmbH

## Музика
Заснований у 1978 році чотирма студентами-художниками, гурт Bauhaus, використовував логотип Bauhaus, розроблений Оскаром Шлеммером, на публікаціях та сувенірній продукції.